# Stadio Città dello sport Re Fahd
Lo stadio Città dello sport Re Fahd (in arabo مدينة الملك فهد الرياضية‎?; in inglese King Fahd Sports City), è un impianto sportivo polivalente di Ta'if, in Arabia Saudita.
Intitolato a Re Fahd bin ʿAbd al-ʿAzīz Āl Saʿūd, l'impianto non ha un usufruttuario fisso ma ha ospitato varie competizione calcistiche internazionali: i mondiali Under-20 nel 1989, il giochi della solidarietà islamica nel 2005 e la Coppa dei Campioni araba nel 2023.

## Incontri internazionali di rilievo

### Campionato mondiale di calcio Under-20 1989
| Arbitro: | José Torres Cadena |

|  |           |           |
|  | Marcatori | 66’ Naiem |

| Arbitro: | Alexey Spirin |

|             |           |                                 |
| Simeone 12’ | Marcatori | 26’ Moisés 58’ (rig.) Villabona |

| Arbitro: | Arturo Angeles |

|  |           |                        |
|  | Marcatori | 5’ Biazotti 89’ Ubaldi |

| Arbitro: | Chen Shengcai |

|                     |           |  |
| Wali 41’ Shabib 51’ | Marcatori |  |

| Arbitro: | Neji Jouini |

|                                                         |           |                 |
| Drillesta 43’ Johansen 47’ Bohinen 58’ Mellemstrand 90’ | Marcatori | 46’ 49’ Pinilla |

| Arbitro: | Jozef Marko |

|                  |           |  |
| Swadi 67’ (rig.) | Marcatori |  |

| Arbitro: | Aron Schmidhuber |

|          |           |                         |
| Wali 35’ | Marcatori | 17’ Henderson 56’ Brose |

### Coppa dei Campioni araba per club 2023
| Arbitro: | Majed Al-Shamrani |

|  |           |                        |
|  | Marcatori | 64’ (rig.) Abdul-Zahra |

| Arbitro: | Adel Al-Naqbi |

|               |           |                           |
| Bouguerra 26’ | Marcatori | 35’ Hamdallah 55’ Benzema |

| Arbitro: | Samir Guezzaz |

|                                                |           |  |
| Ben Saïd 26’ (aut.) Zizo 43’ Abdallah 56’, 64’ | Marcatori |  |

| Ta'if 28 luglio 2023, ore 22:00 UTC+3 Fase a gironi - 1ª giornata | Al-Nassr        | 0 – 0 referto | Al-Shabab | Stadio Città dello sport Re Fahd\| Arbitro: \| Lotfi Bekouassa \| |
| Arbitro:                                                          | Lotfi Bekouassa |               |           |                                                                   |

| Ta'if 30 luglio 2023, ore 18:00 UTC+3 Fase a gironi - 2ª giornata | Al-Shorta            | 0 – 0 referto | Espérance | Stadio Città dello sport Re Fahd\| Arbitro: \| Mohammed Al-Shammari \| |
| Arbitro:                                                          | Mohammed Al-Shammari |               |           |                                                                        |

| Arbitro: | Lahlou Benbraham |

|             |           |  |
| Benzema 63’ | Marcatori |  |

| Arbitro: | Abdulwahid Huraywidah |

|                   |           |  |
| Banega 44’ (rig.) | Marcatori |  |

| Arbitro: | Abdulrahman Al-Jassim |

|                   |           |                                                      |
| Lajami 66’ (aut.) | Marcatori | 42’ Talisca 74’ C. Ronaldo 88’ Al-Amri 90’ Al-Elewai |

| Arbitro: | Ammar Al-Jeneibi |

|              |           |                                |
| Moumouni 80’ | Marcatori | 36’ Bamsaud 84’ (rig.) Benzema |

| Arbitro: | Redouane Jiyed |

|                 |           |                |
| Zizo 54’ (rig.) | Marcatori | 87’ C. Ronaldo |

| Arbitro: | Abdulrahman Al-Jassim |

|               |           |                                                         |
| Romarinho 56’ | Marcatori | 14’ Milinković-Savić 45+3’ (rig.) Al-Dawsari 70’ Malcom |

| Arbitro: | Lahlou Benbraham |

|                                            |                      |                                           |
| Banega Al Tambakti Babhri Al Ammar Kanabah | Tiri di rigore 5 – 4 | João Pedro Guanca Juma Noorollahi Pimenta |

| Arbitro: | Amin Omar |

|                                       |           |             |
| Kanno 9’ Malcom 45+3’ Al-Hamdan 90+5’ | Marcatori | 56’ Cuéllar |

| Arbitro: | Redouane Jiyed |

|             |           |                     |
| Michael 51’ | Marcatori | 78’, 98’ C. Ronaldo |